# Jordi Liongola
Jordi Liongola, né le 17 mai 2000 à Tessenderlo en Belgique, est un footballeur international burundais, d'origine belge, qui joue au poste de milieu de terrain ou d'attaquant à la RAAL La Louvière.

## Biographie

### En club

#### Jeunesse et formation
Il quitte le centre de formation du Standard de Liège pour celui du Royal Antwerp FC en 2019. Il y subit une série de blessures aux ischio-jambiers lors de sa première saison. Il quitte le club à l'été 2020. Il reste sans club pendant un an.

#### Lierse Kempenzonen
Après une période d'essai d'un mois, il obtient un contrat jusqu'à la fin de la saison avec le Lierse Kempenzonen en juillet 2021. Il fait ses débuts professionnels le 22 août 2021, lors de la deuxième journée de championnat. Il remplace Stallone Limbombe dans le temps additionnel du match contre l'Excelsior Virton (victoire, 2-0),.

#### RAAL La Louvière
Son contrat n'ayant pas été renouvelé, il rejoint la RAAL La Louvière en juillet 2022. Il fait ses débuts avec son nouveau club le 17 août 2022, lorsqu'il entre en jeu pour Louka Franco à la 75e minute de la rencontre de Nationale 1 contre le Patro Eisden Maasmechelen (victoire, 2-1),. En mai 2024, il prolonge son contrat jusqu'en 2027,. Avec la formation louviéroise, il fait partie de l’équipe promue en Jupiler Pro League, l'élite belge, au terme de la saison 2024-2025 en Challenger Pro League.

## Statistiques

### En club
| Saison                | Club                  | Championnat           | Championnat | Championnat | Championnat | Coupe(s) nationale(s) | Coupe(s) nationale(s) | Coupe(s) nationale(s) | Autres compétitions | Autres compétitions | Autres compétitions | Autres compétitions | Total | Total | Total |
| Saison                | Club                  | Division              | M.          | B.          | P.d.        | M.                    | B.                    | P.d.                  | Comp.               | M.                  | B.                  | P.d.                | M.    | B.    | P.d.  |
| 2021-2022             | Lierse Kempenzonen    | Division 1B           | 22          | 1           | 0           | 4                     | 2                     | 0                     | -                   | -                   | -                   | -                   | 26    | 3     | 0     |
| 2022-2023             | RAAL La Louvière      | Nationale 1           | 32          | 6           | 0           | 3                     | 1                     | 0                     | -                   | -                   | -                   | -                   | 35    | 7     | 0     |
| 2023-2024             | RAAL La Louvière      | Nationale 1           | 29          | 4           | 0           | 3                     | 0                     | 0                     | -                   | -                   | -                   | -                   | 32    | 4     | 0     |
| 2024-2025             | RAAL La Louvière      | Division 1B           | 28          | 5           | 3           | 1                     | 0                     | 0                     | -                   | -                   | -                   | -                   | 29    | 5     | 3     |
| 2025-2026             | RAAL La Louvière      | Division 1A           | 4           | 0           | 0           | -                     | -                     | -                     | -                   | -                   | -                   | -                   | 4     | 0     | 0     |
| Sous-total            | Sous-total            | Sous-total            | 93          | 15          | 3           | 7                     | 1                     | 0                     | -                   | -                   | -                   | -                   | 100   | 16    | 3     |
| Total sur la carrière | Total sur la carrière | Total sur la carrière | 115         | 16          | 3           | 11                    | 3                     | 0                     | -                   | -                   | -                   | -                   | 126   | 19    | 3     |

### En sélections nationales
| Saison                | Sélection             | Phases finales        | Phases finales | Phases finales | Phases finales | Éliminatoires CDM | Éliminatoires CDM | Éliminatoires CDM | Éliminatoires CAN | Éliminatoires CAN | Éliminatoires CAN | Matchs amicaux | Matchs amicaux | Matchs amicaux | Total | Total | Total |
| Saison                | Sélection             | Compétition           | M              | B              | Pd             | M                 | B                 | Pd                | M                 | B                 | Pd                | M              | B              | Pd             | M     | B     | Pd    |
| --------------------- | --------------------- | --------------------- | -------------- | -------------- | -------------- | ----------------- | ----------------- | ----------------- | ----------------- | ----------------- | ----------------- | -------------- | -------------- | -------------- | ----- | ----- | ----- |
| 2021-2022             | Burundi               | -                     | -              | -              | -              | -                 | -                 | -                 | -                 | -                 | -                 | 1              | 0              | 0              | 1     | 0     | 0     |
| 2022-2023             | Burundi               | -                     | -              | -              | -              | 2                 | 0                 | 1                 | 2                 | 0                 | 0                 | -              | -              | -              | 4     | 0     | 1     |
| 2023-2024             | Burundi               | -                     | -              | -              | -              | 1                 | 0                 | 0                 | -                 | -                 | -                 | -              | -              | -              | 1     | 0     | 0     |
| 2024-2025             | Burundi               | -                     | -              | -              | -              | 2                 | 0                 | 1                 | 5                 | 0                 | 0                 | -              | -              | -              | 7     | 0     | 1     |
| Total sur la carrière | Total sur la carrière | Total sur la carrière | -              | -              | -              | 5                 | 0                 | 2                 | 7                 | 0                 | 0                 | 1              | 0              | 0              | 13    | 0     | 2     |

### Matchs internationaux
| Matchs internationaux de Jordi Liongola, | Matchs internationaux de Jordi Liongola, | Matchs internationaux de Jordi Liongola,             | Matchs internationaux de Jordi Liongola, | Matchs internationaux de Jordi Liongola, | Matchs internationaux de Jordi Liongola, | Matchs internationaux de Jordi Liongola, | Matchs internationaux de Jordi Liongola,                                          |
| #                                        | Date                                     | Lieu                                                 | Adversaire                               | Résultat                                 | Compétition                              | Club                                     | Notes                                                                             |
| ---------------------------------------- | ---------------------------------------- | ---------------------------------------------------- | ---------------------------------------- | ---------------------------------------- | ---------------------------------------- | ---------------------------------------- | --------------------------------------------------------------------------------- |
| 1                                        | 29 mars 2022                             | Complexe sportif Mardan, Aksu, Turquie               | Liberia                                  | V 2 - 1                                  | Match amical                             | Lierse Kempenzonen                       | Entre en jeu à la place de Bonfils-Caleb Bimenyimana (en) à la 57e minute de jeu. |
| 2                                        | 20 juin 2023                             | Stade Benjamin Mkapa, Dar es Salam, Tanzanie         | Namibie                                  | V 3 - 2                                  | Éliminatoires de la CAN 2023             | RAAL La Louvière                         | Titulaire, remplacé par Ismail Nshimirimana à la 78e minute de jeu.               |
| 3                                        | 12 septembre 2023                        | Stade Roumdé Adjia, Garoua, Cameroun                 | Cameroun                                 | D 0 - 3                                  | Éliminatoires de la CAN 2023             | RAAL La Louvière                         | Titulaire, remplacé par Bienvenue Kanakimana (en) à la 73e minute de jeu.         |
| 4                                        | 16 novembre 2023                         | Stade Benjamin Mkapa, Dar es Salam, Tanzanie         | Gambie                                   | V 3 - 2                                  | Éliminatoires de la Coupe du monde 2026  | RAAL La Louvière                         | Titulaire.                                                                        |
| 5                                        | 19 novembre 2023                         | Stade Benjamin Mkapa, Dar es Salam, Tanzanie         | Gabon                                    | D 1 - 2                                  | Éliminatoires de la Coupe du monde 2026  | RAAL La Louvière                         | Titulaire, remplacé par Mohamed Amissi (en) à la 83e minute de jeu.               |
| 6                                        | 7 juin 2024                              | Bingu National Stadium, Lilongwe, Malawi             | Kenya                                    | N 1 - 1                                  | Éliminatoires de la Coupe du monde 2026  | RAAL La Louvière                         | Titulaire, remplacé par Mohamed Amissi (en) à la 46e minute de jeu.               |
| 7                                        | 5 septembre 2024                         | Bingu National Stadium, Lilongwe, Malawi             | Malawi                                   | V 3 - 2                                  | Éliminatoires de la CAN 2025             | RAAL La Louvière                         | Entre en jeu à la place de Bienvenue Kanakimana (en) à la 65e minute de jeu.      |
| 8                                        | 9 septembre 2024                         | Bingu National Stadium, Lilongwe, Malawi             | Sénégal                                  | D 0 - 1                                  | Éliminatoires de la CAN 2025             | RAAL La Louvière                         | Titulaire, remplacé par Jean Claude Girumugisha à la 46e minute de jeu.           |
| 9                                        | 13 octobre 2024                          | Stade Félix-Houphouët-Boigny, Abidjan, Côte d'Ivoire | Burkina Faso                             | D 0 - 2                                  | Éliminatoires de la CAN 2025             | RAAL La Louvière                         | Titulaire.                                                                        |
| 10                                       | 14 novembre 2024                         | Stade Félix-Houphouët-Boigny, Abidjan, Côte d'Ivoire | Malawi                                   | N 0 - 0                                  | Éliminatoires de la CAN 2025             | RAAL La Louvière                         | Titulaire, écope d'un carton jaune à la 91e minute de jeu.                        |
| 11                                       | 19 novembre 2024                         | Stade Abdoulaye-Wade, Diamniadio, Sénégal            | Sénégal                                  | D 0 - 2                                  | Éliminatoires de la CAN 2025             | RAAL La Louvière                         | Titulaire, remplacé par Jean Claude Girumugisha à la 62e minute de jeu.           |
| 12                                       | 21 mars 2025                             | Stade d'honneur de Meknès, Meknès, Maroc             | Côte d'Ivoire                            | D 0 - 1                                  | Éliminatoires de la Coupe du monde 2026  | RAAL La Louvière                         | Titulaire, écope d'un carton jaune à la 55e minute de jeu.                        |
| 13                                       | 25 mars 2025                             | Stade d'honneur de Meknès, Meknès, Maroc             | Seychelles                               | V 5 - 0                                  | Éliminatoires de la Coupe du monde 2026  | RAAL La Louvière                         | Titulaire, remplacé par Mohamed Amissi (en) à la 84e minute de jeu.               |

## Palmarès

### En club
|  |  | RAAL La Louvière - Championnat de Belgique de deuxième division : - Vice-champion : 2025. - Championnat de Belgique de Nationale 1 (1) : - Champion : 2024. |